# Nur Syahrir Rahardjo
Nur Syahrir Rahardjo is een Indonesisch diplomaat. Hij was ambassadeur in Suriname en Bahrein.

## Biografie
Op 3 november 2010 bood Nur Syahrir Rahardjo zijn geloofsbrieven aan president Desi Bouterse aan, waarmee zijn ambassadeurschap officieel van start ging.
De betrekkingen werden onder meer op defensiegebied versterkt. Kort na zijn aantreden reisden Surinaamse officieren naar Indonesië voor een training. In april 2013 bracht Rahardjo, samen met defensieattaché kolonel Wayan Sulaba, een bezoek aan minister Lamuré Latour om de defensiesamenwerking verder uit te bouwen.
Tijdens zijn termijn zette hij zich ook in voor verbetering van de handelsrelaties, met name in de houtverwerkingsindustrie. In 2012 was er een sterke toename in de export van hout naar Indonesië. In 2014 organiseerde de ambassade de Indo Fair in Paramaribo, waar Rahardjo zijn laatste publieke optreden als ambassadeur had. Kort daarvoor had hij het einde van zijn ambtstermijn aangekondigd.
Op 13 maart 2017 trad hij opnieuw aan als ambassadeur, ditmaal in Bahrein. Deze functie bekleedde hij tot september 2021.